# Hylobates agilis

Il gibbone agile (Hylobates agilis) è un primate appartenente alla famiglia degli Hylobatidae.

## Tassonomia
Si conoscono due sottospecie:
- Hylobates agilis agilis a Sumatra occidentale
- Hylobates agilis albibarbis nel Borneo sud-occidentale

e forse è in via di identificazione una terza sottospecie nella penisola malese e nella parte orientale di Sumatra.

## Descrizione
L'altezza è circa 40–60 cm e il peso intorno a 5,5 kg; il colore del pelo può variare dal nero al bruno rossiccio, ma le sopracciglia sono bianche. I maschi hanno bianche anche le guance. Le femmine sono di poco più piccole e leggere dei maschi.
Biologia
Vive sugli alberi e raramente scende a terra. La dieta consiste soprattutto in frutti, foglie e insetti. Forma famiglie costituite da una coppia monogama con la prole, che occupa stabilmente un proprio territorio.
La gestazione dura sette mesi e si conclude con la nascita di un solo piccolo. Le cure parentali durano circa due anni. I giovani lasciano la famiglia per cercare un partner quando raggiungono la maturità sessuale, intorno agli otto anni di età.

Areale di H. agilis (in rosso)

## Distribuzione
Abita le foreste di Sumatra e parte del Borneo e della penisola malese.

È uno dei gibboni più rari.

## Conservazione
La IUCN red list classifica questa specie come a rischio di estinzione (endangered).